# مدار صندوقي
في الديناميكا النجمية المدار الصندوقي هو نوع معين من المدارات والتي يمكن مشاهدتها في أنظمة ثلاثى المحاور، أي بمعنى لأنظمة التي لا تمتلك التناظر حول أي من محاورها الإحداثية.والمتباينة عن المدارات الحلقية الملاحظة في الانظمة المتماثلة كرويا أو الأنظمة المتناسقة مع المحور.
في مدار صندوقي، يتأرجح النجم بشكل مستقل على طول المحاور الثلاثة المختلفة وهو يتحرك خلال النظام. ونتيجة لهذه الحركة، يملأ منطقة من الفضاء على شكل مربع.r.
| بداية المدار | العديد من دورات المدار الصندوقي | مدار صندوقي مغلق |
| بداية المدار | دورات عديدة لمدار صندوقي        | مدار صندوقي مغلق |